# Complication/Oh-How to Do Now
Complication/Oh-How to Do Now è il primo singolo del 1966 dei The Monks.

## Tracce
Lato A
1. Complication – 2:23 (Gary Burger/Larry Clark/Dave Day/Roger Johnston/Eddie Shaw)

Lato B
1. Oh-How to Do Now – 3:15 (Gary Burger/Larry Clark/Dave Day/Roger Johnston/Eddie Shaw)